# Jakalope
A Jakalope egy kanadai indusztriális rock, pop stílust képviselő együttes. A zenekart 2003-ban alapította a szintén kanadai származású Dave "Rave" Ogilvie zenész és producer, aki olyan zenekarokkal dolgozott együtt, mint Nine Inch Nails, Skinny Puppy vagy Marilyn Manson.
A zenekar egy kitalált állat után kapta a nevét, melyet velük ellentétben jackalope-ként írunk.

## Történet
A zenekar 2003-ban alakult meg Dave Ogilvie vezetésével. A célja egy új műfaj kialakítása az indusztriális zenében, ami képes illeszkedni a searing rock és a melódikus pop hangzásvilágába. 
Az együtteshez csatlakozott Katie B. aki korábban vokál énekesként működött közre az Instant Star 2 szezonjában. Munkája rövid életűnek bizonyult, mindössze egy számot készített az együttessel.
Katie B. 2007 tavaszán szólókarrierbe kezdett, így távozott az együttesből. Helyére Chrystal Leigh érkezett. Chrystal korábban egy vencouveri együttes, The Perfect Strangers , valamint a saját Kelowna nevű zenekar énekese volt.
Készítettek 3 új felvételt, amiből kettő elérhető volt a hivatalos MySpace oldalukon. Mindként szám az It Dreams című albumon található meg.

## Stúdióalbumok
- 2004: It Dreams
- 2006: Born 4

## Fordítás
- Ez a szócikk részben vagy egészben  a   Jakalope című angol Wikipédia-szócikk fordításán alapul.  Az eredeti cikk szerkesztőit annak laptörténete sorolja fel. Ez a jelzés csupán a megfogalmazás eredetét és a szerzői jogokat jelzi, nem szolgál a cikkben szereplő információk forrásmegjelöléseként.

## Külső hivatkozások
- Hivatalos Myspace oldal